# Іксел (Алабама)
Іксел (англ. Excel) — місто (англ. town) в США, в окрузі Монро штату Алабама. Населення — 557 осіб (2020).

## Географія
Іксел розташований за координатами 31°25′35″ пн. ш. 87°20′37″ зх. д. / 31.42639° пн. ш. 87.34361° зх. д. (31.426386, -87.343663).  За даними Бюро перепису населення США в 2010 році місто мало площу 4,27 км², з яких 4,27 км² — суходіл та 0,00 км² — водойми.

## Демографія
Згідно з переписом 2010 року, у місті мешкали 723 особи в 270 домогосподарствах у складі 205 родин. Густота населення становила 169 осіб/км².  Було 295 помешкань (69/км²).
Расовий склад населення:
| - 91,1 % — білих - 5,0 % — чорних або афроамериканців - 1,4 % — корінних американців |

До двох чи більше рас належало 2,4 %. Частка іспаномовних становила 0,7 % від усіх жителів.
За віковим діапазоном населення розподілялося таким чином: 28,5 % — особи молодші 18 років, 57,1 % — особи у віці 18—64 років, 14,4 % — особи у віці 65 років та старші. Медіана віку мешканця становила 32,9 року. На 100 осіб жіночої статі у місті припадало 91,8 чоловіків;  на 100 жінок у віці від 18 років та старших — 91,5 чоловіків також старших 18 років.
Середній дохід на одне домашнє господарство  становив 40 948 доларів США (медіана — 34 375), а середній дохід на одну сім'ю — 52 440 доларів (медіана — 50 417). За межею бідності перебувало 18,6 % осіб, у тому числі 20,5 % дітей у віці до 18 років та 17,0 % осіб у віці 65 років та старших.
Цивільне працевлаштоване населення становило 321 осіб. Основні галузі зайнятості: мистецтво, розваги та відпочинок — 20,9 %, освіта, охорона здоров'я та соціальна допомога — 20,2 %, будівництво — 15,6 %, виробництво — 12,8 %.